# Parafia św. Andrzeja Boboli w Nojewie
Parafia św. Andrzeja Boboli w Nojewie – parafia rzymskokatolicka, znajdująca się w archidiecezji poznańskiej, w dekanacie pniewskim.